# مساعد مخرج
مساعد (ة) مخرج هي إحدى مهن البث التلفزيوني والسينمائي، الذي يتمثل دوره في تتبع تقدم التصوير يومياً مع مراعاة الجدول الزمني للإنتاج، وترتيب الخدمات اللوجستيكية، وإعداد المسلسلات اليومية، والتحقق من إستعداد الممثلين وطاقم العمل، والحفاظ على النظام العام بين العاملين، إضافة إلى السهر على رعاية صحتهم وسلامتهم. عادة يبدأ العديد من المخرجين حياتهم المهنية كمساعدين للمخرج.
تاريخيا كان دور مساعد المخرج (الذي يختلف عن المخرج المساعد) نقطة انطلاق لتوجيه العمل. من أشهرهم ألفريد هتشكوك الذي كان مساعد مخرج قبل أن يصبح من أشهر المخرجين العالميين. يمكن ل«مساعد (ة) مخرج» امتهان العديد من المهام. فمسؤولياته في المسرح مثلا قد تتراوح بين تدوين الملاحظات إلى إخراج أجزاء من المسرحية لذلك ينبغي عدم الخلط بين مسؤوليات المسرح ومتطلبات صناعة السينما المختلفة تماما.
يتم التعاقد مع مساعد المخرج في التلفزيون أو السينما من قبل المنتجين عند بداية الإستعداد لتصوير فيلم معين وغالباً ما يكون عدد مساعدين إما متطوعين أو حسب ما تسمح به ميزانية الفيلم.

## الأدوار الفرعية
في كثير من الأحيان، ينقسم دور مساعد مخرج إلى عدة أدوار الفرعية  هي:
- مساعد مخرج أول
- مساعد مخرج ثاني
- مساعد مخرج ثالت
- مساعد مخرج رابع
- مساعد مخرج الإضافي

## مقالات ذات صلة
- مخرج (مهنة)
- مخرج تلفزي
- مخرج مسرحي
- إنتاج إعلامي

## وصلات خارجية
- مساعد المخرج فنان يتألق في الظل
- مساعد المخرج والسيناريو
- سلسلة تعلم الاخراج مع مساعدو المخرج والمخرج